# Vol United Airlines 629
Le vol United Airlines 629 , immatriculation N37559, est un vol commercial américain victime d'une explosion d'origine criminelle le 1er novembre 1955.
Le Douglas DC-6 B, nommé Mainliner Denver, a été détruit par une charge de dynamite placée par Jack Gilbert Graham dans les bagages enregistrés par sa mère. L'explosion s'est produite au-dessus de Longmont, dans le Colorado, alors que l'avion était en route de Denver au Colorado à Seattle, Washington via Portland en Oregon, le 1er novembre 1955. Les 39 passagers et cinq membres d'équipage ont tous été tués dans l'explosion et le crash.
Très rapidement, le FBI suspecte un acte criminel et décide de vérifier les antécédents des passagers. L'un d'eux retient particulièrement leur attention : il s'agit de Daisie Eldora King (53 ans), une femme d'affaires de Denver, qui devait rendre visite à sa fille en Alaska. Des coupures de journaux concernant son fils, John Gilbert Graham (23 ans), sont retrouvées dans son sac à main. L'homme est déjà titulaire d'un casier judiciaire, puisqu'il a notamment été condamné pour forgerie à Denver en 1951. Il s'avère également que peu de temps avant le drame du vol 629, Graham avait touché l'assurance de biens d'un restaurant appartenant à sa mère détruit dans une explosion de gaz suspecte. Ajouter à cela, la relation tumultueuse que Graham entretenait avec sa mère (qui l'avait placé dans un orphelinat pendant la grande dépression et ne l'avait jamais récupéré par la suite) et le fait qu'il était le bénéficiaire de ses polices d'assurance-vie et de son testament, et les enquêteurs ont déjà le mobile du crime. Leurs craintes sont confirmées lorsqu'ils fouillent la voiture et la maison de Denver, où ils retrouvent du fil et d'autres pièces pour fabriquer des bombes. Moins de deux semaines après la catastrophe, Graham avoue avoir placé une bombe à retardement composée de bâtons de dynamite dans la valise de sa mère. John Graham connaîtra le même sort qu'Albert Guay (dont il s'est vraisemblablement inspiré) puisqu'il sera condamné à mort et exécuté dans la chambre à gaz du premier pénitencier d'État du Colorado à Cañon City, le 11 janvier 1957.